# Черкесов, Георгий Маштаевич
Георгий Маштаевич Черкесов (10 ноября 1938, Кашхатау, Кабардино-Балкарская АССР — 3 декабря 2015) — российский политический деятель. Депутат Совета Федерации Федерального Собрания Российской Федерации первого созыва от Кабардино-Балкарской Республики.

## Биография
Первый Премьер-министр Кабинета Министров Кабардино-Балкарской Республики. Умер 3 декабря 2015 года. Похоронен в своем родном селении Кашхатау Черекского района КБР

### Совет Федерации
Депутат Совета Федерации Федерального Собрания Российской Федерации первого созыва от Кабардино-Балкарской Республики с января 1994 по январь 1996, избран 12 декабре 1993 по Кабардино-Балкарскому двухмандатному избирательному округу № 7.

## Награды
- Орден Трудового Красного Знамени.
- Орден Дружбы народов (25 марта 1994 года) — за большой личный вклад в укрепление российской государственности и стабильности межнациональных отношений в Кабардино-Балкарской Республике[2].
- Орден «Знак Почёта».